# اتحادیه جهانی بوکس (آماتور)
اتحادیه جهانی بوکس (Association Internationale de Boxe Amateur) نهاد اداره‌کننده مسابقات بوکس آماتور در سطح جهان است.
این سازمان در سال ۱۹۴۶ تأسیس شده و مقر آن لوزان، سوئیس است.